# Phoma capitulum
Phoma capitulum är en lavart som beskrevs av Panwar, P.N. Mathur & Thirum. 1967. Phoma capitulum ingår i släktet Phoma, ordningen Pleosporales, klassen Dothideomycetes, divisionen sporsäcksvampar och riket svampar.   Inga underarter finns listade i Catalogue of Life.